# Алі Кафі
Алі Хусейн Кафі (17 жовтня 1928 року, Алжир — 16 квітня 2013 року) — алжирський політичний діяч і дипломат.
Алі Кафі народився в алжирському селищі Ель-Харруш у селянській родині. Його батько був членом мусульманського братства Рахманія. У 1946 році Алі Хусейн Кафі поїхав навчатись до Константіни, де вступив до Партії алжирського народу, ставши у 1950-их роках одним із борців за незалежність країни. Після визнання незалежності Алжиру, він працював послом у кількох державах. У 1992 році після вбивства Мухаммеда Будіафа Алі Кафі очолив Верховну державну раду.
На посту глави держави Кафі вжив жорстких заходів із боротьби з фундаменталістами: прийняв нові закони щодо боротьби з тероризмом, розширив повноваження поліції та увів комендантську годину.
У 1994 році його змінив на посту Ламін Зеруаль.